# Kreis Schlettstadt
| Basisdaten                    | Basisdaten                  |
| ----------------------------- | --------------------------- |
| Bundesstaat                   | Reichsland Elsaß-Lothringen |
| Bezirk                        | Bezirk Unterelsaß           |
| Verwaltungssitz               | Schlettstadt                |
| Fläche                        | 636 km² (1910)              |
| Einwohner                     | 67.581 (1910)               |
| Bevölkerungsdichte            | 106 Einw./km² (1910)        |
| Gemeinden                     | 63 (1910)                   |
| Lage des Kreises Schlettstadt |                             |
|                               |                             |

Der Kreis Schlettstadt war von 1871 bis 1920 ein deutscher Landkreis im Bezirk Unterelsaß des Reichslandes Elsaß-Lothringen. Das Gebiet des Kreises liegt heute im Wesentlichen im Arrondissement Sélestat-Erstein im französischen Département Bas-Rhin. 

## Geschichte
Nachdem Elsaß-Lothringen durch den Frankfurter Friedensvertrag an das Deutsche Reich gefallen war, wurde 1871 aus dem bis dahin französischen Arrondissement Schlettstadt der Kreis Schlettstadt gebildet. Nach dem Ende des Ersten Weltkrieges wurde der Kreis 1918 von Frankreich besetzt, kam am 17. Oktober 1919 unter französische Verwaltung und gehörte mit dem Inkrafttreten des Versailler Vertrages am 10. Januar 1920 wieder als Arrondissement Schlettstadt dem französischen Staat an. Im Zweiten Weltkrieg stand Elsaß-Lothringen von 1940 bis 1944 unter deutscher Besatzung. Während dieser Zeit bildete das Gebiet des Arrondissements Schlettstadt den Landkreis Schlettstadt. Der Kreis wurde nicht im völkerrechtlichen Sinne annektiert, sondern war dem Gauleiter für den Gau Baden in Karlsruhe unterstellt. Zwischen November 1944 und Februar 1945 wurde das Kreisgebiet durch alliierte Streitkräfte befreit und anschließend an Frankreich zurückgegeben.

## Einwohnerentwicklung
| Einwohner          | 1871   | 1890   | 1900   | 1910   |
| ------------------ | ------ | ------ | ------ | ------ |
| Kreis Schlettstadt | 77.371 | 70.719 | 68.541 | 67.581 |

Gemeinden mit mehr als 2000 Einwohnern (Stand 1910):
| Gemeinde     | Einwohner |
| ------------ | --------- |
| Barr         | 4.934     |
| Dambach      | 2.355     |
| Epfig        | 2.208     |
| Kestenholz   | 2.533     |
| Markolsheim  | 2.113     |
| Scherweiler  | 2.411     |
| Schlettstadt | 10.604    |

## Politik

### Kreisdirektor
1871–187200Emil Bechert
1872–188200Ernst zu Solms-Laubach
1882–188900Gustav Pfarrius
1889–189700Otto Pöhlmann (1848–1927)
1897–190800Albert Dieckmann
1908–191800Heitmann
1918–999900Emil Petri (1852–1918)

### Landesausschuss
1879 bis 1911 wählte der Kreis jeweils einen Vertreter in den Landesausschuss des Reichslandes Elsaß-Lothringen. Dies waren
1879–189100Anselm Ruhlmann
1891–190300Edmond Roth
1903–191100Alphonse Schott

### Landkommissar
1940–999900Alois Wunsch (kommissarisch)

### Landkommissare
1940–194200Alois Wunsch
1942–999900Erich Stuible (kommissarisch)
1942–194400August Bossert

## Gemeinden
Im Jahre 1910 umfasste der Kreis Schlettstadt 63 Gemeinden:
| - Andlau - Artolsheim - Baldenheim - Barr - Bassenberg - Bernhardsweiler - Bindernheim - Blienschweiler - Boozheim - Bösenbiesen - Breitenau - Breitenbach - Dambach - Diebolsheim - Diefenbach - Diefenthal | - Ebersheim - Ebersmünster - Eichhofen - Elsenheim - Epfig - Erlenbach - Gereuth - Gertweiler - Grube - Heidolsheim - Heiligenstein - Hessenheim - Hilsenheim - Hohwald - Ittersweiler - Kestenholz | - Kinzheim - Lach - Mackenheim - Markolsheim - Meisengott - Mittelbergheim - Mussig - Müttersholz - Neukirch - Nothalten - Ohnenheim - Orschweiler - Reichsfeld - Richtolsheim - Saasenheim - Sankt Martin | - Sankt Moritz - Sankt Peter - Sankt Petersholz - Scherweiler - Schlettstadt - Schönau - Schwobsheim - Steige - Stotzheim - Sundhausen - Thannweiler - Triembach - Urbeis - Weiler - Wittisheim |